# Невермур: Випробування Морріґан Кроу
Невермур: Випробування Морріґан Кроу це роман Джессіки Таунсенд, виданий Little, Brown and Company. Він був випущений 10 жовтня 2017 року у Австралії та 31 жовтня 2017 року у США. Також, українська версія була випущена 2018 року. Сюжет слідує за титульною героїнею Морріґан Кроу, яка проклинає смерть, бо народилася в нещасний день. Наразі за книгою слідують два (останнє, поки що, англійською) продовження. На кінці книги вилучена сцена під назвою Holt, Holt & Davie. Всього у книзі 368 сторінок. Права на фільм на "Невермур: Випробування Морріґан Кроу" були продані Fox Broadcasting Company.

## Оточення
Події у книзі відбуваються переважно у двох локаціях; Джекалфакс, рідне місто Морріґан, яке вона залишає на початку роману, та Невермур, титульне місто, наповнене фантастичними істотами. Невермурці - основні мешканці Невермура. Невермур розділений на 27 районів, більшість з яких розділені на квадранти. Згідно з книгою, Невермурські діти вивчають назви районів та квадрантів, як алфавіт в дитячих садках. Мешканці Невермура - це або люди, або ж Диво-травини, які є сумішшю людини та іншої тварини.

## Персонажі
УВАГА! НАСТУПНА ІНФОРМАЦІЯ МІСТИТЬ СПОЙЛЕРИ!
- Морріґан Кроу: молода дівчина, яка була проклята лише за те, що народилася на Вечоріння у місті Джекалфакс. Морріґан мала померти наступного дня Вечоріння рівно через 12 років після її народження, і коли настає час її смерті, її рятує Юпітер Норт і привозить у Невермур, рятуючись від Переслідувачів з Диму й Тіні, це були ті, хто вбиває усіх проклятих дітей на Вечоріння. (далі спойлери) В кінці книги, Морріґан виявляється Дивосмітом, магом, який контролює дивію. За винятком останнього Дивосміта, який був лиходієм, що 100 років влаштував різанину на Площі Відваги в Невермурі.
- Юпітер Норт: таємничий чоловік, який рятує Морріґан Кроу, щоб стати її наставником. І щоб вона пізніше взяла участь у Випробуваннях, до вступу у Товариство Дивообраних. Юпітер також управляє готелем «Девкаліон», найвідомішим готелем в Невермурі. (далі спойлери) Він є Свідком, тому він може бачити правду й брехню, почуття й бажання, та минуле у всіх предметах.
- Готорн Свіфт: друг Морріґан, також брав участь у Випробуваннях, до вступу у Товариство Дивообраних. Готорн і Морріґан стали друзями, і часто бувають один в одного у гостях. Готорн вміє їздити на драконах, і він назвав своїх драконів дуже надмірними та довгими, багатослівними іменами.
- Джек Коррапаті: Напівсліпий племінник Юпітера, який не дуже любив Морріґан до кінця книги. Морріґан усвідомлює, що насправді він може чудово бачити, і пов'язка для очей, яку він носить, охоплює око, що дає йому дар, він Свідок. Він бачить правду у всьому, подібно до Юпітера, якого він називає дядько Юп.
- Інспектор Флінтлок: інспектор, який постійно намагається домогтися депортації Морріґан. (далі спойлери) Його спроби припиняються, коли Морріґан стає одною з членів Групи 919 Товариства Дивообраних.
- Езра Сквол: первинно Дивосміт, який 100 років тому на Площі Відваги в Невермурі вбив групу героїв, і пізніше був вигнаний з Невермура. Попри те, що невермурська поліція та магічні й військові сили заборонили йому переходити кордони міста. (далі спойлери) Він був здатний спілкуватися через Павутинну лінію залишаючи своє тіло у Республіці, і таким чином, не перетинаючи кордони міста. Містер Джонс представляється як власний помічник Езри Сквола, щоб наблизитись до Морріґан, і продовжує бачити її через Павутинну лінію у наступних книгах після того, як його справжня особа буде розкрита.
- Фенестра: гігантська розмовляюча Диво-кішка, яка є керівником ведення домашнього господарства в готелі «Девкаліон». Морріґан їхала на Фенестрі під час Випробувальних Перегонів.
- Ноель Деверо: ще одна підла дитина в групі Беза Чарльтона. (далі спойлери) Ноель була конкурентом Морріґан у Випробувальному Показі, однак вона не пройшла.
- Каденс Блекберн: гіпнотизерка, яка постійно з’являється у житті Морріґан. Вона ще на Випробувальних Перегонах загіпнотизувала організаторів, і таким чином, переконала їх, що вона, а не Морріґан, Їхала на Диво-кішці й тому отримала спеціальне запрошення на вечерю зі Старійшинами. Також, на Книжковому Випробуванні вона загіпнотизувала близнюків, і заставила їх покинути випробування. Ще на Випробуванні Страхом вона використала свій дар. А на Випробувальному Показі вона врятувала Морріґан від Інспектора Флінтлока. Каденс ніколи не пам’ятають навколишні, будучи гіпнотизеркою, і поки інші члени Групи 919 не звикнуть, Морріґан єдина, хто має імунітет, і вони обидва стають друзями.
- Корвус Кроу: Батько Морріґан Кроу, який недолюблює її через прокляття. Він вважає її збентеженням і роздратуванням у своїй політичній кар'єрі.

## Сюжет
УВАГА! НАСТУПНА ІНФОРМАЦІЯ МІСТИТЬ СПОЙЛЕРИ!
Народившись на Вечоріння десять років тому, Морріґан Кроу вважається "проклятою", її звинувачують у всьому нещасті, яке сталося у жителів Джекалфакса, наприклад, хтось зламав стегно або у когось померла кішка. До того ж Морріґан повинна померти наступного дня Вечоріння рівно через 12 років після її народження. Однак це Вечоріння настане на цілий рік раніше, Морріґан з подивом дізналася це від свого батька, Корвуса Кроу. Це означає, що вона помре ще швидше, ніж усі думали.
Коли настає ніч Вечоріння, Морріґан рятує Юпітер Норт, який недавно затримався біля Джекалфакса. Норт рятує її від Переслідувачів з Диму й Тіні, які полюють на проклятих дітей на Вечоріння, і веде її до Невермура, таємничого чарівного містечка, подібного якому Морріґан ніколи не бачила на жодній карті. Юпітер приводить дівчину до його додому та бізнесу, готель «Девкаліон», яким він володіє, і знайомить її з працівниками, включаючи консьєржа Кейджері Бернса та Фенестру, гігантською розмовляючою Диво-кішкою, яка є керівником ведення домашнього господарства в готелі. Там Моґ (Юпітер називає так Морріґан, хоча їй це не це дуже подобається) дізнається від Дами Чанди Калі, співачки та постійної мешканки готелю, що Юп (скорочено від Юпітера), як її наставник, планує записати Морріґан до Випробувань, щоб вступити у Товариство Дивообраних (Тодобр). Калі також розповіла їй, що, щоб бути частиною Тодобру, потрібно мати "дар", або особливу силу. Наприклад, у Калі - контролювати тварин своїм голосом. Морріґан починає хвилюватися, оскільки про її дар ще взагалі нічого їй не відомо.
Пізніше Морріґан вимагає Юпітера, сказати їй про її дар, якщо він взагалі є. Але Юпітер вважає, що це не важливо, невідмінно від усіх чотирьох випробувань, які їй доведеться пройти, щоб стати членом Товариства Дивообраних: перше - Книжкове Випробування, далі Випробувальні Перегони, потім йде Випробування Страхом, та, останній, Випробувальний Показ. Морріґан стурбована тим, що відсутність її дару може дискваліфікувати її від змагань, але Юпітер запевняє її, що все буде добре. Юпітер також розкриває свій дар, який називається «Свідок», що дозволяє йому бачити правду у всьому. Пізніше Юп та Моґ відвідують університет Товариства Дивообраних, Тодобру: скорочення від Товариство Дивообраних, добралися туди вони через Парасолькову залізницю, залізницю яка ніколи не зупинялась і навіть не сповільнювала свій рух, щоб впустити або випустити пасажирів.
Під час першого, Книжкового Випробування Морріґан проходить першу частину, якій усім вручали олівці та брошури, у яких з'являлися питання, на які знає відповіді лише власник брошури. На питання потрібно було відповідати тільки правдою, якщо ж ні - книжка починала горіти та самознищуватися, і після 3-ох чесних відповідей Морріґан пройшла до наступної, другої, частини. У другій частині потрібно було відповідати на питання Вищої Ради Старійшин про історію Невермура. Хоча питання були не прості, і перед кожною відповіддю потрібно було добре подумати, вона пройшла другу частину Книжкового Випробування! Поки Морріґан готується до наступних, Випробувальних перегонів, Юпітер та персонал готелю намагаються вибрати на кому на перегонах буде бігти Морріґан. Водночас  Моґ розвиває тісну дружбу з Готорном Свіфтом, вершником драконів, який має сильну ненависть до Ноель, іншої конкурентки, яка любить знущатися і висміювати її.
На Випробувальних Перегонах учасники повинні бігти на нелетючій істоті з двома або чотирма ногами та влучити в різноколірні мішені. Мішені були розкидані по всьому Старому Місту й утворювали дев'ять просторих кіл, схожих на ті, що всередині стовбура дерева. Кожне коло було одного з кольорів веселки. Перше, фіолетове, коло біля зовнішніх мурів було щільно покреслене - мішені мали бути на кожних двадцяти або тридцяти метрах. Але ближче до центру міста їх ставало все менше, і після блакитної, бірюзової, зеленої, жовтої, оранжевої, рожевої та червоної секцій в останній, золотистій, розташованій на площі Відваги, Морріґан нарахувала лише пять золотих мішеней прямо в центрі площі, а  інші пять було замаскавано під інші, звиайні мішені.
1. ↑  HCG signs three new books in Townsend's Nevermoor series | The Bookseller. www.thebookseller.com. Архів оригіналу за 21 квітня 2021. Процитовано 14 жовтня 2020.